# 샘 워터스턴
샘 워터스턴(Sam Waterston, 1940년 11월 15일 ~ )은 미국의 배우이다. 롤런드 조페이의 《킬링필드》(1984)에서 실존 인물인 언론인 시드니 섄버그를 연기해 1985년 제57회 아카데미와 제42회 골든 글로브의 남우주연상 후보에 지명되었다. NBC 드라마 《I'll Fly Away》(1991-93)로 1993년 제50회 골든 글로브 텔레비전 드라마 부문 남우주연상을 수상하였다.
NBC 드라마 《로앤오더: 범죄 전담반》(1994-2010, 2022-24)에 주인공 격인 제임스 매코이 검사 역으로 나오면서 스타 반열에 올랐으며, 이 드라마를 통해 1999년 제5회 미국 배우 조합 텔레비전 드라마 부문 남우주연상을 수상하고 골든 글로브상과 프라임타임 에미상 후보에 올랐다.
2010년 할리우드 명예의 거리에 헌액되었으며, 2012년 미국 연극 명예의 전당에 올랐다.
장남 제임스 워터스턴과 차녀 캐서린 워터스턴도 배우로 활동 중이다.

## 출연 작품

### 영화
- 위대한 개츠비 (1974)
- 카프리콘 프로젝트 (1978)
- 인테리어 (1978)
- 홉스카취 (1980)
- 천국의 문 (1980)
- 킬링필드 (1984)
- 비상 경보 (1985)
- 한나와 그 자매들 (1986)
- 9월 (1987)
- 범죄와 비행 (1989)
- 랜턴 힐 (1989)
- 대니의 질투 (1991)
- 시리얼 맘 (1994)
- 오거스트 킹 (1995)
- 닉슨 (1995)
- 샤도우 프로그램 (1997)
- 프렌치 아메리칸 (2003)
- 월터 교수의 마지막 강의 (2015)
- 미스 슬로운 (2016)
- 세상을 바꾼 변호인 (2018)

### 텔레비전
- 어메이징 스토리 (1986)
- I'll Fly Away (1991-93)
- 납골당의 미스터리 (1993)
- 로앤오더: 범죄 전담반 (1994-2010, 2022-24)
- 패밀리 가이 (2000) - 목소리
- 로앤오더: 성범죄 전담반 (2000-18)
- 로앤오더: 배심원 재판 (2005)
- 뉴스룸 (2012-14)
- 장 르노의 8구역 (2013, Jo)
- 그레이스 앤 프랭키 (2015-22)
- 그 땅에는 신이 없다 (2017)
- 드롭아웃 (2022)